# Попов дял
Попов дел е най-високият връх в Лозенска планина, с надморска височина от 1190,2 м. Намира се в източната част на северния дял, на главното било, в землището на село Габра. Той е орфографска връзка между двата дяла на планината. Представлява добре обособен горист масив с елипсовидна форма, ориентирана в посока северозапад – югоизток, която поради големината на масива е трудно да бъде обхваната с поглед в близост до върха. На около километър в посока североизток от него е връх Мали Попов дял. Върхът е обрасъл с смесени гори от дъб, бук и габър, които са значително проредени от дърводобив. Повечето от по-старите дървета биват изсичани, особено тези до пътищата в гората. В околностите му има много горски пътища, някои от които са занемарени и обрасли с треви и издънки. В долната си част склоновете са набраздени от множество малки, често пресъхващи потоци, оформящи множество също малки, ветрилообразно ориентирани била. Котата на върха е поставена на 23 юни 1937 г. Триангулационната му точка е номер 1850. На дърво до върха в окачен дървен шкаф е разположен малък параклис.Пътят до върха е почти без маркировка и указателни табели.